# Múscul psoes menor
El múscul psoes menor (musculus psoas minor) és un múscul esquelètic llarg, prim que, quan està present, es troba per davant del múscul psoes major.
El psoes menor és un feble flexor de la columna vertebral lumbar. S'origina en els fascicles verticals inserits en l'última vèrtebra dorsal i la primera lumbar. A partir d'aquí, discorre cap avall sobre la vora medial del psoes major, i s'insereix en la línia innominada i l'eminència iliopectínea. A més, s'adhereix a la superfície i s'estén en la superfície profunda de la fàscia ilíaca i, de vegades, les seves fibres inferiors arriben fins al lligament inguinal. Hi ha variacions i la inserció en l'eminència iliopúbica de vegades irradia cap a l'arc iliopectini; alhora, en l'os ilíac i el pubis.

## Imatges

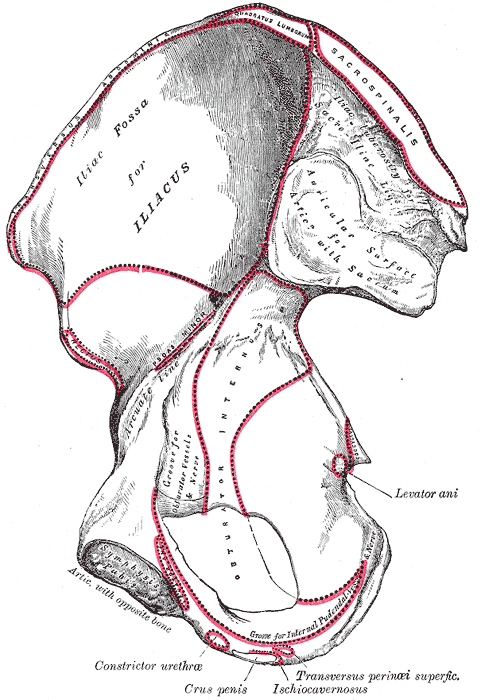
Maluc dret. Superfície interna.
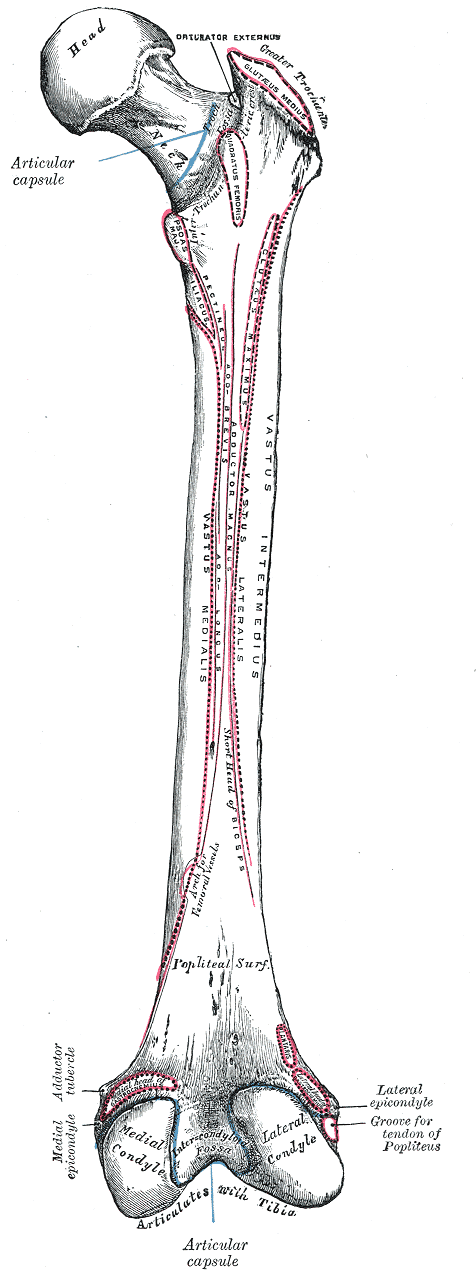
Fèmur dret. Superfície posterior.
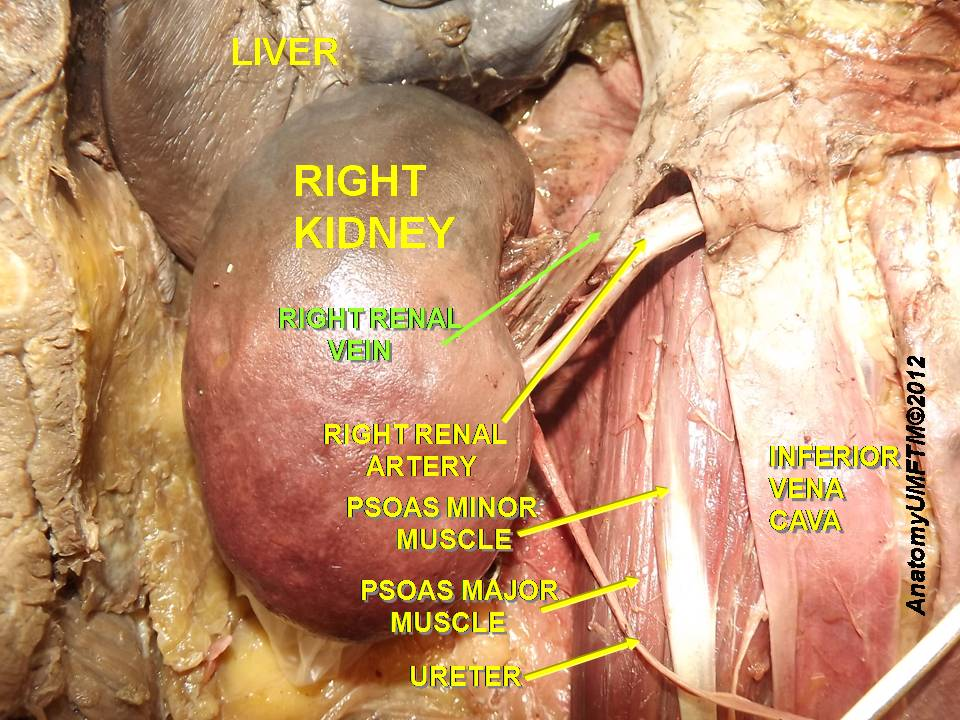
Dissecció on apareix el múscul psoes menor.